# Uncinorhynchus pacificus
Uncinorhynchus pacificus är en plattmaskart som beskrevs av Tor Karling 1989. Uncinorhynchus pacificus ingår i släktet Uncinorhynchus och familjen Gnathorhynchidae. Inga underarter finns listade i Catalogue of Life.